# Willem Bassery
Willem Bassery (Brussel, 29 september 1642 - Brugge, 18 juni 1706) was de dertiende bisschop van Brugge.

## Levensloop
Afkomstig uit de welstellende burgerij. Zijn vader was Judocus Bassery, een vader die schepen en burgemeester van Brussel werd, en zijn moeder Catharina Donckerwolck. Willem was de zesde van twaalf kinderen in het gezin.
Na vijf jaar studie aan de universiteit van Leuven werd hij in 1666 licentiaat in beide rechten en schreef hij zich in als advocaat in Brussel. Het jaar daarop nam zijn leven een andere wending. Hij werd professor canoniek recht in Leuven en werd in 1672 - hij was toen dertig - tot priester gewijd. Hij was vervolgens provisor van het Iers college en president van het Sint-Donatiaanscollege. Hij was kanunnik in Anderlecht en in Leuven aan de Sint-Pieterskerk. Hij was tijdelijk rector van de universiteit van Leuven.
In december 1681 werd hij tot apostolisch vicaris benoemd in 's-Hertogenbosch door paus Innocentius IX, een taak waar hij zich met grote inzet aan wijdde. Hij kon zich niet veel tonen in 's Hertogenbosch door de strikte controle van de overheid in Staats-Brabant. Hij slaagde erin een deken te benoemen in 's Hertogenbosch, de Kapucijn Jacobus Van Sint-Truiden. In de abdij van Berne, vandaag gemeente Zaltbommel, is een herderlijk schrijven van hem bewaard, waarin hij de Brabantse jeugd verbiedt naar "gevaarlijke" bijeenkomsten te gaan.

## Bisschop van Brugge
In april 1690 benoemde paus Alexander VIII hem tot bisschop van Brugge. Willem deed afstand van zijn vicariaat in Staats-Brabant. In januari 1691 werd hij te Brussel gewijd en nam hij bezit van zijn bisdom. Hij was een zeer actieve bisschop, zeer gesteld op goede organisatie en op degelijke vorming van zijn priesters in contrareformatorische zin.
Bisschop Bassery werkte aan een mentale heropleving en reorganisatie van het kerkelijk leven in zijn bisdom en deed hiervoor beroep op de medewerking van de clerus en van de gelovigen. Hij was een bekwaam, aandachtig en toegewijd bestuurder, die zijn persoonlijke stempel drukte op de ontwikkeling van zijn bisdom.
Hij stierf plots aan een hartaanval tijdens een uitvaartmis van de militaire bevelhebber van de stad Brugge.

## Publicaties
- Decreta primae synodi dioecesanae Brugensis, necnon antiqua statuta ejusdem dioecesis cum novis statutis, Brugge, ca. 1770
- Reglement ende instructie voor de vroe-vrouwen en andere persoonen om wel en waerachtelyck te bedienen het H. Sacrament des doopsels aen de kleyne kinders in den noodt ..., Brugge, 1755